# William Ahlefeldt-Laurvig
Carl William greve Ahlefeldt-Laurvig (også stavet -Laurvigen) (2. maj 1860 på Tranekær Slot, Langeland – 29. november 1923 i København), var en dansk politiker og diplomat.
Ahlefeldt-Laurvig var greve, søn af lensgreve Frederik Ahlefeldt-Laurvig og Marie Albertine Mathilde Schulin. Han blev student 1878; cand.polit. 1883; var legationssekretær i Paris og London 1887-1897; gesandt i Wien 1897-1908, direktør for Det Classenske Fideikommis fra 1909 og ejer af Eriksholm.
Han blev udenrigsminister i Ministeriet Neergaard I i 1908-09, i Ministeriet Holstein-Ledreborg og igen i Ministeriet Berntsen i 1910-13.
Han var Kommandør af 1. grad af Dannebrogordenen og Dannebrogsmand.
Ahlefeldt-Laurvig giftede sig med Elisabeth Danneskiold-Samsøe (1866-1950), med hvem han fik døtrene Mathilde Wanda Elisabeth Ahlefeldt-Laurvig (1888-1963) og Elisabeth (1889-1954) og sønnerne Kai Frederik Sophus (1890-1973) og Christian William Benedict (1896-1978). 